# Очилтрі (округ, Техас)
Шаблон:StateAbbr_ 36°17′ пн. ш. 100°49′ зх. д. / 36.28° пн. ш. 100.81° зх. д.
Округ  Очилтрі (англ. Ochiltree County) — округ (графство) у штаті  Техас, США. Ідентифікатор округу 48357.

## Історія
Округ утворений 1889 року.

## Демографія
За даними перепису 2000 року загальне населення округу становило 9006 осіб, зокрема міського населення було 7727, а сільського — 1279. Серед мешканців округу чоловіків було 4498, а жінок — 4508. В окрузі було 3261 домогосподарство, 2487 родин, які мешкали в 3769 будинках. Середній розмір родини становив 3,18.
Віковий розподіл населення поданий у таблиці:
| Стать    | До 15 років | 15-21 | 22-29 | 30-39 | 40-49 | 50-65 | 65-85 | Понад 85 |
| -------- | ----------- | ----- | ----- | ----- | ----- | ----- | ----- | -------- |
| Чоловіки | 1148        | 493   | 493   | 613   | 674   | 642   | 402   | 33       |
| Жінки    | 1088        | 459   | 430   | 650   | 648   | 618   | 532   | 83       |

## Суміжні округи
- Техас, Оклахома — північ
- Бівер, Оклахома — північний схід
- Ліпском — схід
- Гемпгілл — південний схід
- Робертс — південь
- Генсфорд — захід

## Виноски
1. ↑  U.S. Decennial Census. United States Census Bureau. Процитовано 5 травня 2015.
2. ↑  Texas Almanac: Population History of Counties from 1850–2010 (PDF). Texas Almanac. Процитовано 5 травня 2015.
3. ↑  State & County QuickFacts. United States Census Bureau. Архів оригіналу за 6 серпня 2011. Процитовано 22 грудня 2013.(англ.) Наведено за англійською вікіпедією.
4. ↑  American FactFinder. Бюро перепису населення США. Архів оригіналу за 26 лютого 2012. Процитовано 31 січня 2008.

| США | Це незавершена стаття з географії США. Ви можете допомогти проєкту, виправивши або дописавши її. |